# Obús GC-45
El GC-45 (Gun, Canadá, calibre 45) es un obús de 155 mm diseñado por la Corporación de Investigación Espacial (SRC) de Gerald Bull en la década de 1970. Varias empresas produjeron versiones durante la década de 1980, especialmente en Austria y Sudáfrica.
El uso más publicitado del diseño fue en Irak, donde la variante GHN-45 utilizada por algunas unidades de artillería iraquí tenía un alcance más largo que cualquier sistema de cañones de la coalición. Esto inicialmente causó una preocupación considerable por parte de las fuerzas aliadas en la Guerra del Golfo.

## Historia del diseño
El diseño general del GC-45 siguió a varias décadas de trabajo de Bull con proyectiles de artillería estabilizados con aletas, comenzando en el Canadian Armament Research and Development Establishment (CARDE) y luego en el Proyecto HARP. En estos esfuerzos, la precisión no era una gran preocupación, el objetivo era la velocidad de salida y los artículos de prueba eran dardos con aletas que representaban misiles, una alternativa de bajo costo a los túneles de viento. Sin embargo, con la eliminación del estriado y la banda de conducción de metal blando en la propia carcasa, la carcasa podría diseñarse puramente para balística, en lugar de tener la restricción externa de la banda de conducción. Un sistema que combine algún tipo de estriado para mayor precisión sin una banda impulsora resultaría en un arma de mayor alcance. Sin embargo, tal diseño nunca se logró.
Después de años de investigación en su campo de tiro de Quebec, Bull nunca pudo encontrar una solución. La munición resultante de rango extendido y paso total (ERFB) fue clave para los diseños de SRC: un proyectil de aspecto "puntiagudo" con una resistencia mucho menor a velocidades supersónicas. Para aplicaciones de mayor alcance, agregó un sistema de purga de base (inventado en Suecia) que podría atornillarse a la carcasa estándar, así como un sistema de alcance aún más largo con un propulsor de cohete.
El arma diseñada para disparar tenía una cámara de 23.000 cm³ (1.400 pulgadas cúbicas), un cañón estriado de calibre 45 con un giro de 1/20 a la derecha equipado con un freno de boca convencional.  Su recámara era un tornillo convencional con rosca interrumpida.
Los datos clave de rendimiento, de la tabla de fuego son:
- Carcasa ERFB-BB, peso 48,0 kg (105,9 lb), velocidad de salida M11 Zona 10 897 m / s (2940 pies / s), QE 898 mils, tiempo de vuelo 112 s, alcance 39,6 km (24,6 mi; 130.000 pies). Error probable en el rango de 212 m (696 pies), en línea de 36 m (118 pies).
- Carcasa ERFB, peso 45,5 kg (100,4 lb), M11 Zona 10 velocidad inicial 897 m / s (2940 pies / s), QE 881 mils, tiempo de vuelo 99 s, alcance 29,9 km (18,6 mi; 98.000 pies). Error probable en el rango de 189 metros (620 pies), en línea de 42 metros (138 pies).
- Carcasa HE M107, peso 43 kg (95 lb), M119 Zone 8 velocidad de salida 675 m / s (2210 pies / s), QE 764 mils, tiempo de vuelo 65 s, alcance 17,8 km (11,1 mi; 58.000 pies). Error probable en el rango de 59 m (194 pies), en línea de 12 m (39 pies).

La dispersión del proyectil EFRB es más de tres veces mayor que la del obús de campo FH-70 en su alcance máximo de solo 5 km menos, y es dos veces mayor que la del FH-70 a 20 km (66,000 pies; 12 millas). Su rango máximo con el M107 (proyectil) es igual que cualquier cañón de 155 mm de calibre 39 y su dispersión es aproximadamente la misma. (La cifra de "dispersión" significa que el 50% de los proyectiles caerán hasta la distancia indicada a cada lado del punto medio de impacto, pero el 100% caerá dentro de 4 veces el error probable en cualquier lado). La dispersión de esta magnitud reduce significativamente la valor táctico del equipo.
En 1977, el trabajo de Bull lo puso en contacto con (lo que es hoy) la empresa Denel SOC Ltd de Sudáfrica. Denel diseñó un nuevo montaje móvil que pudo manejar el mayor retroceso. Usó una suela para levantar el carro y sacar las cuatro ruedas del suelo. El chasis tenía la opción de ser impulsado por un pequeño motor diesel que actuaba como una unidad de potencia auxiliar, impulsando un sistema hidráulico que podía configurar el arma en dos minutos y moverla distancias cortas. Esta característica se había incluido previamente en el diseño del carro FH-70 de la década de 1960 de Vickers. Bull, mientras tanto, comenzó la producción de rondas por valor de $30 millones, enviándolas a través de España para evitar el embargo internacional de armas contra Sudáfrica.
Al principio, Estados Unidos optó por pasar por alto las acciones de Bull y, según él, la Agencia Central de Inteligencia medió activamente en el acuerdo entre Space Research y los sudafricanos. Sin embargo, cuando la administración Carter se unió a los esfuerzos internacionales para sancionar al gobierno del apartheid de Sudáfrica, Bull fue arrestado por agentes de aduanas estadounidenses en 1980. La investigación no llegó muy lejos y el trabajo activo en el caso terminó con la intervención directa de la Casa Blanca. Bull se declaró culpable y fue sentenciado a un año de prisión, cumpliendo seis meses. Habiendo esperado una especie de "palmada en la muñeca", se sintió amargado e hizo declaraciones a diferentes periódicos de que nunca volvería a poner un pie en América del Norte. Dejó Canadá y se trasladó a Bruselas donde continuó su trabajo.

## Producción
Armscor continuó trabajando en su versión del arma, y estos se pusieron en servicio en Sudáfrica en 1982 como G5 . Comenzaron a reemplazar una variedad de armas más antiguas, como los cañones Ordnance QF de 25 libras de la era de la Segunda Guerra Mundial construidos localmente. Los G5 vieron servicio contra las fuerzas de Cuba y las Fuerzas Armadas Populares para la Liberación de Angola en el conflicto angoleño, donde fueron utilizados con mucha eficacia.
Noricum, la división de armas de la empresa siderúrgica austriaca Voest-Alpine, compró los derechos de diseño del GC-45 después de que SRC se mudó a Europa. Hicieron una serie de cambios de detalle para mejorar la producción en masa, lo que resultó en el GHN-45 (Gun Howitzer Noricum), que se ofreció con una variedad de opciones como APU y sistemas de control de incendios. La primera venta en el extranjero fue un pedido de dieciocho armas con municiones a la Marina Real Tailandesa para su uso por parte de su Cuerpo de Marines. Otros clientes "honestos" fueron China, Singapur e Israel. Todas estas empresas trabajaron en la producción local con una variedad de nombres, Soltam 845P en Israel, ODE FH-88 de Singapur y PLL01 / WA021 en China.
Una vez fuera de prisión, Bull pronto fue contactado por China. El Ejército Popular de Liberación de China también usó la versión Noricum, produciéndola como PLL01, que entró en servicio en 1987. También lo montaron en un chasis con orugas diseñado localmente para producir el PLZ-45 (también conocido como el Tipo 88), junto con un portador de munición basado en el mismo chasis. El PLZ-45 no entró en servicio con el PLA principalmente porque su artillería existente estaba basada en munición estándar soviética de 152 mm. Sin embargo, se vendieron dos lotes importantes de PLZ-45 a Kuwait y Arabia Saudita.
También Bull fue contactado por Irak, que fue constantemente atacado por la artillería iraní durante la Guerra Irán-Irak. Irak colocó un contrato de 300 millones de dólares por 110 armas de Noricum en Austria y 41.000 cartuchos subcontratados por SRC a PRB en Bélgica. Las entregas se realizaron en 1984 y 1985. El número de armas se elevó finalmente a 200. Irán e Irak estaban bajo embargo de armas en ese momento, por lo que las armas se enviaron a Jordania y de allí a Irak. Estas ventas llevaron al "asunto Noricum" en 1990, cuando dieciocho de los gerentes de Noricum fueron procesados por venta ilegal de armas. Se fabricaron otras 100 armas en Sudáfrica.
En Irak, las armas tuvieron un efecto similar en la guerra entre Irán e Irak en curso como lo tuvo el  G5 en Angola, deteniendo cualquier avance de los iraníes hacia las profundidades de Irak. Se desesperaron por llevar más de estas armas al campo lo antes posible, y solicitaron que Bull mejorara las entregas de la forma que pudiera. Bull luego llegó a un acuerdo para entregar el  G5, que disparó las mismas municiones que el GHN-45, desde Sudáfrica. En el momento de la Guerra del Golfo, alrededor de 124 de estas armas se habían agregado a la artillería de largo alcance iraquí, reemplazando a sus antiguos M-46 de 130 mm y una mezcolanza de otras armas. Bull y Saddam Hussein se convirtieron en socios en varias empresas futuras. En general, se cree que estas empresas son la causa del asesinato de Bull, del cual el Mossad israelí o las agencias iraníes son los principales sospechosos.
Durante la Guerra del Golfo, sin embargo, los GHN-45 demostraron ser menos efectivos de lo previsto por ambos lados. Los ataques aéreos habían interrumpido las instalaciones de mando y control iraquíes, y debido a que la mayoría de sus tractores de armas se habían retirado para servir con unidades logísticas en un intento de reabastecer a las tropas de primera línea, no pudieron retirarse cuando estaban bajo fuego. Inmóvil y sin apoyo, la mayoría de los cañones fueron destruidos en sus posiciones por ataques aéreos o por fuego de contrabatería de los M270 MLRS .

## Desarrollo subsiguiente
Bull continuó trabajando en el GC-45, produciendo una versión mucho más práctica conocida como FGH-155. Además de una serie de cambios en los detalles y un estriado más profundo, el FGH-155 permitió que se dispararan municiones estándar M107 utilizando un anillo adaptador de plástico. Bull también consideró que el carro del FGH-155 era adecuado para un cañón más grande, y trabajó en el FGH-203, un cañón de 8 "(203 mm) adaptado de los estándares estadounidenses de una manera similar al trabajo original del GC-45. El aumento dell peso del proyectil le dio a la nueva arma un alcance de más de 50.000 metros con munición normal ERFB-BB, lo que la convirtió en una de las piezas de artillería de mayor alcance del mundo. El arma también fue comprada por los iraquíes, que la montaron en una forma propulsada para crear el Al-Fao.
La versión Denel G5 también ha experimentado un desarrollo continuo. El arma se colocó en un chasis OMC 6x6 como el obús G6 y ganó importantes ventas de exportación a los Emiratos Árabes Unidos y Omán. En respuesta a un requisito de India, el G5 se montó en una camioneta 4x4, lo que resultó en el T5, aunque a partir de 2012 no se había ordenado ninguno. También está instalado en una torreta que puede caber en cualquier vehículo adecuado. La torreta se comercializa como el T6 que ya se ha instalado en el T-72. Denel también utilizó el concepto básico de munición ERFB para desarrollar un cañón de 105 mm, el obús G7, que permite reducir el tamaño de la artillería para mejorar la movilidad.
Bharat Forge, una empresa india de Kalyani Group, compró recientemente Noricum y trajo todo el taller de fabricación a la India. Ha fabricado el Bharat-52, una variante de calibre 52 del obús de 155 mm para cumplir con el requisito de artillería de campo largamente retrasado del ejército indio.

## Operadores

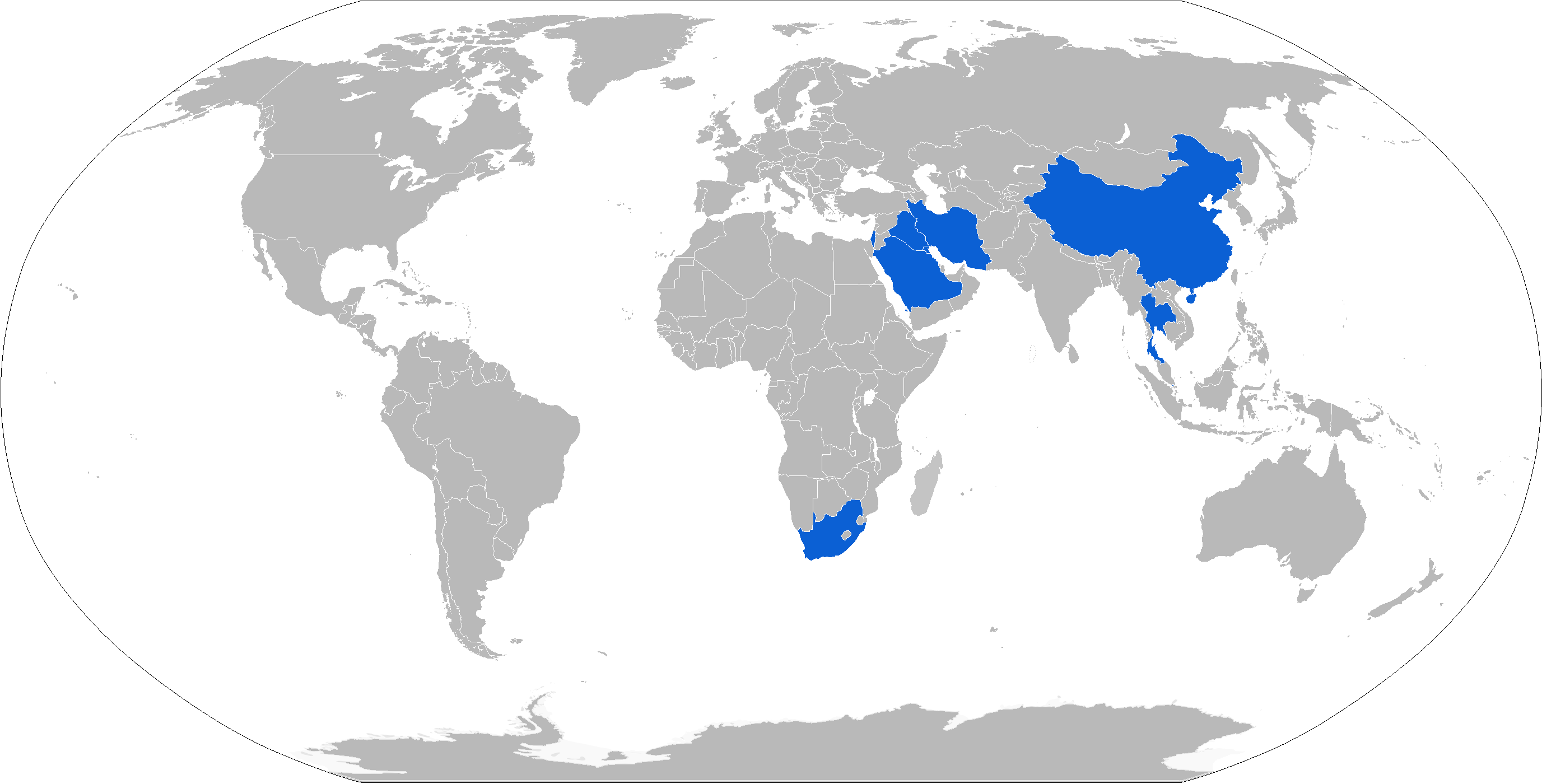
Mapa con los operadores del GC-45 en azul

### Operadores actuales
- Austria
- China
- Irán
- Irak
- Israel
- Jordania
- Kuwait
- Mianmar
- Omán
- Pakistán
- Arabia Saudita
- Singapur
- Sudáfrica
- Tailandia
- Turquía
- Indonesia
- Emiratos Árabes Unidos[7]